# Locais de competição dos Jogos Olímpicos de Verão de 2020
Os Jogos Olímpicos de Verão de 2020, oficialmente conhecidos como "Jogos da XXXII Olimpíada", são um evento multiesportivo internacional, realizado em Tóquio, Japão, inicialmente entre os dias 24 de julho a 9 de agosto de 2020. Mas, devido a Pandemia de COVID-19 e por temores quanto ao crescimento da doença, o evento foi adiado para os dias 23 de julho a 8 de agosto de 2021, sendo a primeira edição da história a acontecer em um ano ímpar e fora do ciclo olímpico. Por questões comerciais, o nome e a marca permanecem mantidos.
Os jogos aconteceram em 41 locais, sendo 30 já existentes e próximo a Vila Olímpica e 11 novos, estando divididos em áreas como a própria capital japonesa e cidades próximas como Asaka, Odaiba, Aomi, Saitama, Izu, Musashino, Fukushima, Chofu, Sagamihara, Sendai, Chiba, Setagaya, Kawagoe, Yokohama e Sapporo. Além disso, cidades como Sendai e Kashima receberam o futebol.
Durante a candidatura da cidade para os Jogos Olímpicos de Verão de 2016, diversos estudos demonstraram que o histórico Estádio Olímpico de Tóquio, estava defasado para os atuais padrões internacionais de arenas multiuso e havia a necessidade de sua demolição para a construção de um estádio mais moderno e dentro destes padrões, o que acabou não acontecendo, pois a cidade acabou perdendo o processo de seleção para a cidade do Rio de Janeiro, a realização do projeto acabou sendo cancelada em 2009. O plano de demolição do estádio foi reavivado em 2012, quando a cidade anunciou que estaria novamente se candidatando para os Jogos Olímpicos de Verão de 2020, a candidatura foi aceita com sucesso no ano seguinte, e por fim os Jogos Olímpicos voltariam ao Japão. Como resultado da vitória, em janeiro de 2013, foi aberto um novo concurso de arquitetura internacional para o Novo Estádio Nacional. Dez meses depois, em novembro do mesmo ano, o Conselho Superior dos Esportes do Japão anunciou que um projeto da arquiteta iraquiana Zaha Hadid foi o escolhido para ocupar o lugar do estádio histórico. No entanto, durante a fase de licitação para a obra, o primeiro-ministro japonês Shinzō Abe anunciou em julho de 2015 que o projeto de Hadid foi descartado devido aos custos altíssimos e a inviabilidade técnica do projeto, sendo aberto um novo concurso internacional para a escolha do projeto no outono de 2015, o projeto escolhido foi o do arquiteto local Kengo Kuma. No projeto vencedor do concurso o estádio teria arquibancadas modulares que permitiriam a sua capacidade variar entre 60 e 80 mil pessoas, além de ter custos reduzidos e ter características discretas nas quais o "skyline" da cidade não seria alterado. A proposta de Kuma ainda incluía a construção de diversas áreas seguindo os máximos padrões de sustentabilidade internacionais exigidos pela Agenda 2020 do Comitê Olímpico Internacional, como o aquecimento por energia solar e diversas áreas verdes em sua volta, além de 185 grandes ventiladores e oito pulverizadores,com o objetivo em diluir as condições climáticas na instalação. A madeira tratada é uma das principais protagonistas da instalação, onde estão ainda estruturas de mais de 2.000m³ do material, que foi enviado de todo o Japão em alusão a comemoração de 1.300 anos da construção do  Templo de Horyuji. O novo Estádio Nacional de Tóquio foi inaugurado no primeiro dia de 2020.